# Lycée Gambetta (Cahors)
Pour les articles homonymes, voir Lycée Gambetta.
Le lycée Gambetta a été, de 1803 à 1974, un lycée de garçons à Cahors, dans le Lot.

## Historique
Le lycée avait pris la place et les locaux du collège des Jésuites ouvert en 1604 (dans la lignée du collège Saint-Michel ouvert au XIVe siècle) et qui a fonctionné jusqu'en 1762.  Il est alors décidé par un arrêt du Parlement de Toulouse d'interdire aux jésuites d'enseigner. En 1765, l'établissement devient donc Collège Royal et dépérit durant la Révolution. En 1796, est inaugurée en lieu et place, l'École Centrale du Lot qui sera transformée en lycée en 1803 grâce à l'intervention insistante, sonnante et trébuchante (60 000 francs) de Joachim Murat.
De 1804 à 1814, le lycée est Impérial, Collège Royal de 1815 à 1853, lycée Impérial de nouveau de 1853 à 1888. Par décret du président Sadi Carnot, soucieux de rendre hommage à un enfant du pays devenu l'homme de la résistance à l'envahisseur allemand en 1870, il devient lycée Gambetta en 1888. En 1974, l'établissement est voué à devenir un collège accueillant les élèves, filles et garçons, de la 6e à la 3e. Il prend en 1977 le nom de collège Gambetta. Le lycée Clément-Marot, qui était le lycée de jeunes filles, est depuis cette réforme le lycée mixte du centre ville.
La tour est classée monuments historiques par arrêté du 12 août 1891 par Gustave Larroumet, directeur des Beaux-Arts, ancien élève du lycée, elle est l'œuvre d'Antoine Chassagnard, architecte à Cahors, selon un contrat conclu en 1676 pour la somme de 100 livres.
La chapelle et la salle de déclamation sont inscrites par arrêté du 6 décembre 2016.

## Description de la tour classée

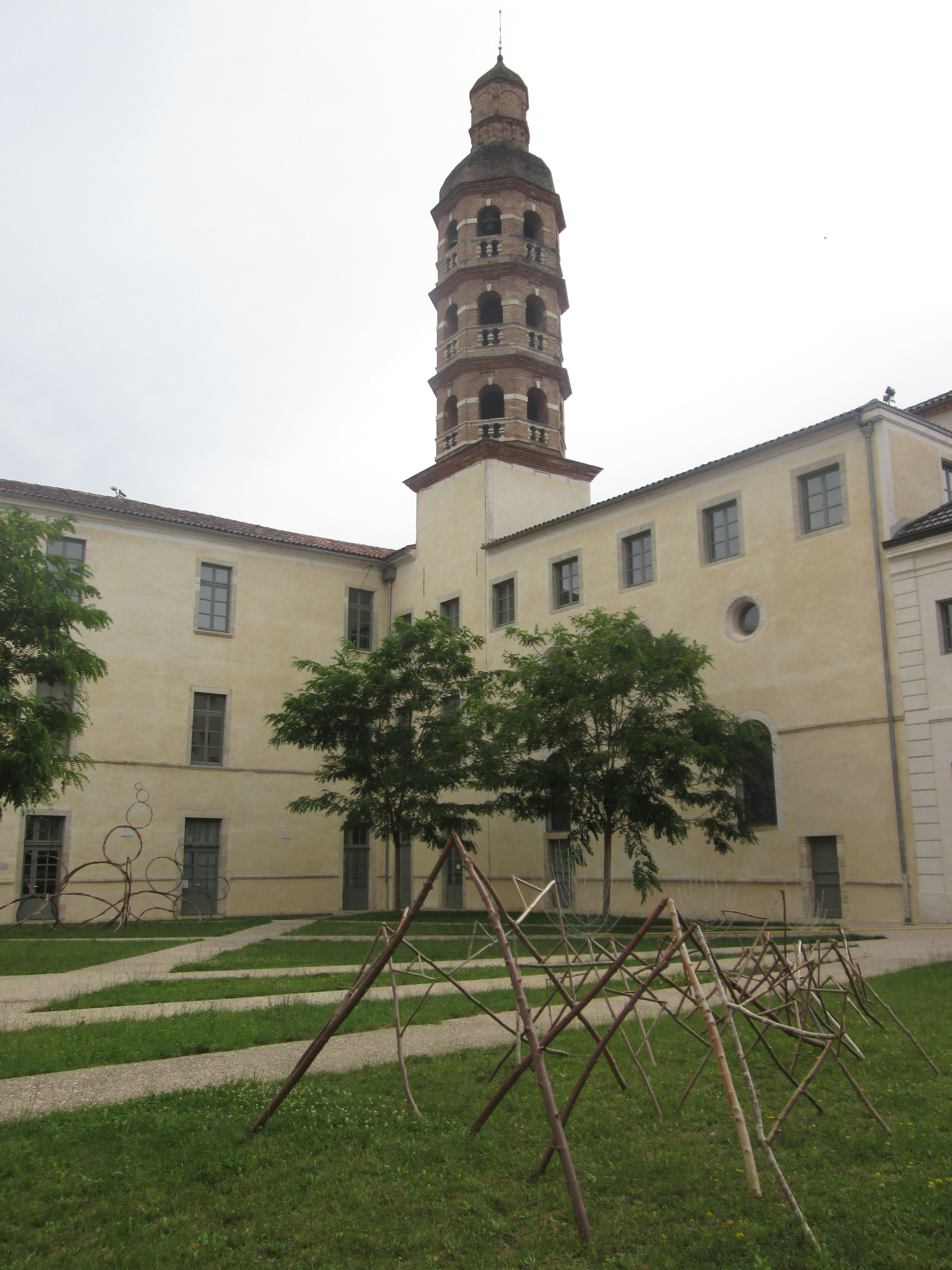
La tour clocher du lycée Gambetta.

La tour clocher construite par les Jésuites après la rénovation de la chapelle s'élève à 34 mètres de haut dont 17 mètres au-dessus du niveau des toitures. Elle se situe dans la tradition régionale des clochers de briques et prend appui sur la première travée de la chapelle, de forme carrée à la base, puis octogonale.